# Aleš Bořkovec
Aleš Bořkovec (17. července 1923, Praha – 9. prosince 2013, Praha) byl český architekt.

## Život
Narodil se do rodiny hudebního skladatele a pedagoga Pavla Bořkovce. Vystudoval Vysokou školu architektury a pozemního stavitelství, kde poté působil jako asistent. V roce 1946 se oženil s prozaičkou Hanou Bořkovcovou, rozenou Knappovou. Roku 1951 nastoupil do Pražského projektového ústavu a zde se setkal s architektem Vladimírem Ježkem mladším.

## Dílo
- Sportovní hala Sparta (1961–1965), Praha 6-Bubeneč[2]
- Obchodní centrum Cíl (1967), Praha 10-Záběhlice, Zahradní Město[3]
- Sídliště Novodvorská (1964–1969), Praha 4[1][4]